# محمد حداقي
محمد حداقي (1 يناير 1970-) ممثل سوري.

## حياته
ولد في ريف دمشق في عام 1970، وانتسب للمعهد العالي للفنون المسرحية في عام 1993، وعمل في الدراما التليفزيونية كما عمل في المسرح من خلال مسرحيات (سفر برلك، خارج السرب، العين والمخرز، فوتوكوبي)، وبجانب التمثيل في المسرح والتليفزيون، له نشاط كبير في مجال دبلجة الرسوم المتحركة، فشارك في الأداء الصوتي في مسلسلات (باتمان، القناع، سوبرمان، نقار الخشب).

## الأعمال التي شارك بها

### في التلفزيون
- أيام لا تنسى 2016
- خمسة و خميسة
- رصيف الذاكرة
- سفر (مسلسل سوري)
- مرايا
- الخوالي
- مقامات بديع الزمان الهمذاني
- الكواسر
- الموت القادم إلى الشرق
- حكايا
- الفوارس
- ليل المسافرين
- عمر الخيام
- على المكشوف
- قطوف من الرفوف
- مدينة المعلومات
- التغريبة الفلسطينية
- غزلان في غابة الذئاب
- ممرات ضيقة
- بقعة ضوء
- الوزير وسعادة حرمه
- الاجتياح
- يوم ممطر آخر
- عنترة بن شداد
- أهل الراية
- كوم الحجر
- قاع المدينة
- اهل الراية 2
- تخت شرقي
- مشاريع صغيرة
- رجل الانقلابات
- الخط الأحمر
- أسعد الوراق
- انا و اربع بنات
- الولادة من الخاصرة
- ضيعة ضايعة
- الخربة بدور فياض راعي القرية
- مسلسل عمر ابن الخطاب
- الولادة من الخاصرة 1
- الولادة من الخاصرة 2
- الولادة من الخاصرة 3
- زمن البرغوت
- وطن حاف
- الإخوة
- الطواريد
- هي دنيتنا
- قناديل العشاق
- شبابيك
- جيران 2018
- كونتاك 2019
- عن الهوى والجوى 2019
- عندما تشيخ الذئاب 2019
- الساحر (مسلسل 2020) 2020
- نسمات أيلول 2024

دامسكو

### في المسرح
أواكس - سفر برلك - خارج السرب - العين والمخرز - الفطور الطيبة - أغنية القمر - كاريكاتور - نور العيون - سيدي الجنرال - فوتوكوبي - سوبر ماركت.

### في الإذاعة
حكاية من رواية - حكم العدالة - وجوه في الظلام - ليالي وأحداث

### في الدبلجة

#### الكرتون
القناص - هيسوكا ( نسخة 2011)
- باتمان - بولوك
- سوبرمان - سوبر مان
- زورو
- القناع ج3 - رقيب كمال
- الضاحكون - رالف
- تاز المشاكس ج1 - تيموثي، بوب، دينغو
- سلفستر وتويتي
- شارع القرش - نجم
- وودي نقار الخشب - والي
- السيف الصاعقة - إيميليو
- المدافعون - غايل
- اسرار الغابه
- ابناء الوطن
- مختبر دكستر - قائد (الصوت الثاني)، غلوري (الصوت الثاني)

#### المسلسلات
- مسلسل دموع الورد بدور عمار كوسوفي عام 2008.
- ومجدداً في مسلسل: إيزل، بدور «إيزل بيرك دار» عام 2010/2011
- وأيضاً مسلسل: القبضاي بدور «ماهر كارا» عام 2012/2013
- مسلسل وادي الذئاب بدور كارا